# Euryattus celebensis
Euryattus celebensis là một loài nhện trong họ Salticidae.
Loài này thuộc chi Euryattus. Euryattus celebensis được Anna Maria Sibylla Merian miêu tả năm 1911.